# Aziatische auto in 1963
Dit artikel geeft een overzicht van alle Aziatische personenwagens geproduceerd in 1963 door een belangrijke autoconstructeur. De auto's staan alfabetisch gerangschikt per merk. Hier staan enkel Aziatische merken, ongeacht of ze eigendom zijn van een niet-Aziatisch concern. Ook gaat het om constructeurs die algemeen bekend zijn met auto's die algemeen voor het publiek verkrijgbaar zijn. 
| Daihatsu |                  | concern:       | Onafhankelijk |
| Daihatsu | divisie:         |                |               |
| Daihatsu | merk:            | Daihatsu Japan |               |
| Daihatsu | model:           | Compagno       |               |
| Daihatsu | einde productie: | 1968           |               |
| Daihatsu | productieaantal: | ?              |               |

| Mitsubishi |                  | concern:         | Onafhankelijk |
| Mitsubishi | divisie:         |                  |               |
| Mitsubishi | merk:            | Mitsubishi Japan |               |
| Mitsubishi | model:           | Colt             |               |
| Mitsubishi | einde productie: | 1964             |               |
| Mitsubishi | productieaantal: | ?                |               |

| Nissan |                  | concern:     | Onafhankelijk |
| Nissan | divisie:         |              |               |
| Nissan | merk:            | Nissan Japan |               |
| Nissan | model:           | Bluebird 410 |               |
| Nissan | einde productie: | 1966         |               |
| Nissan | productieaantal: | ?            |               |

| Prince |                  | concern:     | Onafhankelijk |
| Prince | divisie:         |              |               |
| Prince | merk:            | Prince Japan |               |
| Prince | model:           | Gloria 6     |               |
| Prince | einde productie: | 1966         |               |
| Prince | productieaantal: | ?            |               |

| Prince |                  | concern:     | Onafhankelijk |
| Prince | divisie:         |              |               |
| Prince | merk:            | Prince Japan |               |
| Prince | model:           | Skyline      |               |
| Prince | einde productie: | 1968         |               |
| Prince | productieaantal: | ?            |               |

| YLN |                  | concern:   | Onafhankelijk |
| YLN | divisie:         |            |               |
| YLN | merk:            | YLN Taiwan |               |
| YLN | model:           | 705        |               |
| YLN | einde productie: | 1968       |               |
| YLN | productieaantal: | ?          |               |